# Bohuslavice (powiat Opawa)
Bohuslavice (niem. Buslawitz – gmina w Czechach, w powiecie Opawa, w kraju morawsko-śląskim, w kraiku hulczyńskim. Gmina posiada powierzchnię 1536 hektarów i liczy 1661 mieszkańców.
Pierwsza wzmianka pisemna o wsi Bohuslawiz (z wyraźnie czesko-morawskim h > g) pochodzi w 1288, kiedy to należała do księstwa opawskiego. Miejscowość leży w ziemi hulczyńskiej zamieszkałej przez Morawców (inaczej Prajzaków), po wojnach śląskich należącej do Królestwa Prus (w powiecie raciborskim) w 1920 przyłączonej do Czechosłowacji.